# Ulrichstein
Ulrichstein est une municipalité allemande située dans le land de la Hesse et l'arrondissement de Vogelsberg.

## Personnalités liées à la ville
- Wolfgang Gerhardt (1943-2024), homme politique né à Ulrichstein.
- Matthias Beltz (1945-2002), acteur né à Wohnfeld.

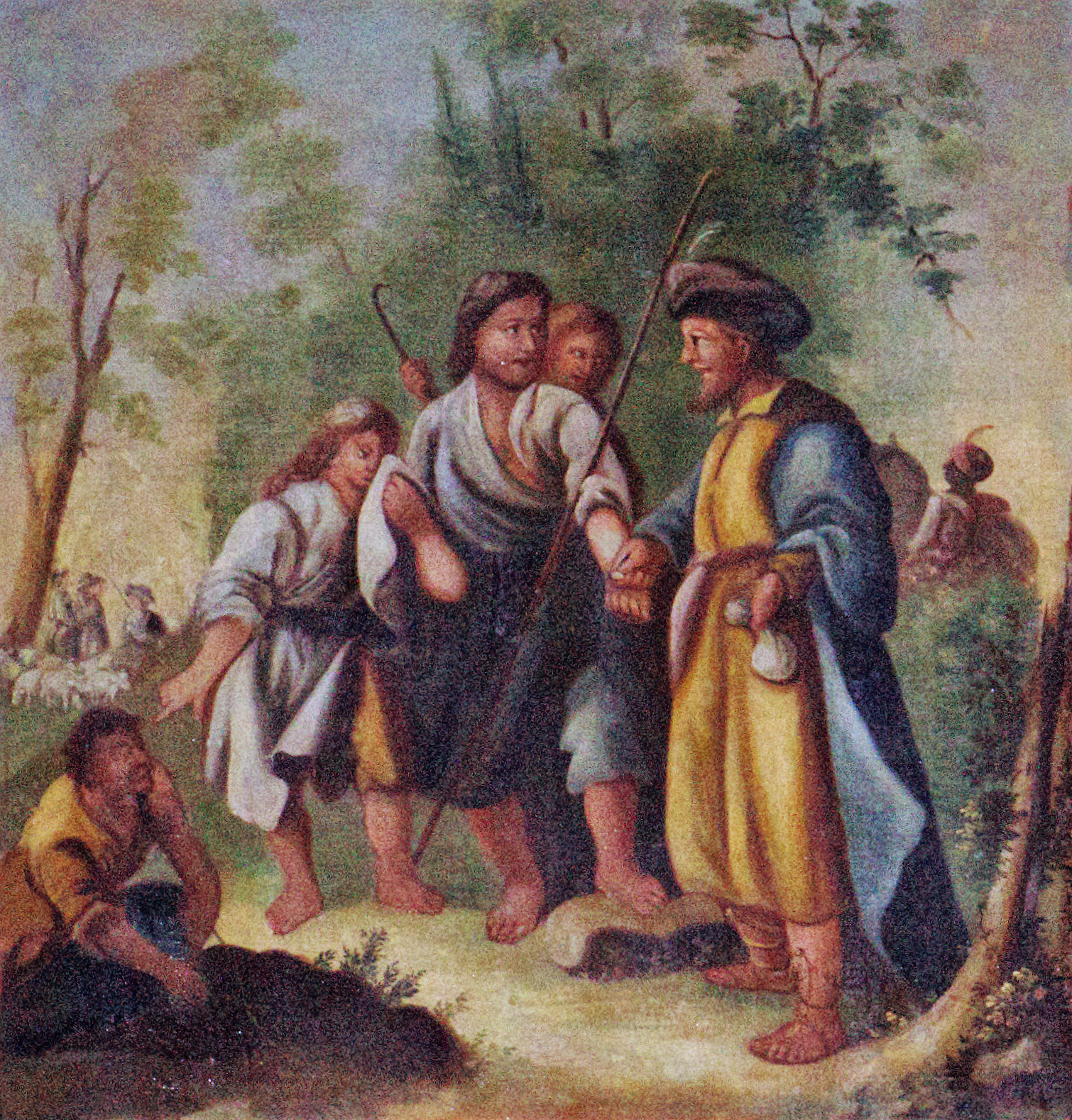
Détail de l'une des 48 peintures de Daniel Hisgen dans l'église protestante St. Gangolf.